# Plaveč (okres Stará Ľubovňa)
Plaveč (mezi lety 1927–1948 Plaveč nad Popradom, polsky Pławiec, maďarsky Palocsa, německy Plautsch) je obec na Slovensku v okrese Stará Ľubovňa. Žije zde přibližně 1 800 obyvatel. První písemná zmínka o obci pochází z roku 1287.

## Dějiny
Nejstarší zpráva o obci je z roku 1269, kdy král Béla IV. dal rytíři Bohumíru vesnici Trstené v Liptově za jeho dosavadní vesnice Plaveč a Žehru. Z ní vyplývá, že vesnice existovala již před 12. století. Kolem roku 1100 uherský král Koloman usadil vysunutou stráž Plavců (Polovci) na ochranu hranic Uherska, od nichž starší vesnice dostala nové pojmenování Plaveč. Od té doby až do 2. poloviny 13. století byla spolu se svým okolím majetkem uherské koruny.
Přes Plaveč vedla zemská cesta táhnoucí z údolí Torysy do údolí Popradu.

## Památky

### Kostel sv. Margity
Kostel sv. Margity, římskokatolický, trojlodní, existoval již v 13. století. Původně gotický, v období renesance rozšířen o renesanční kapli, v roce 1730 při renovaci dále upraven v barokním slohu. Další úpravy byly provedeny v letech 1892 a 1901-1903. V roce 1936 byl opraven. Ke kostelu patří hradní kaple sv. Kříže z roku 1711, kaple sv. Trojice z roku 1773, kolem níž jsou pohřbeny oběti epidemie cholery, kaple sv. Anny z roku 1867 a Panny Marie z roku 1834.
- Oltář boční Panny Marie, raně barokní, z konce 18. století, Po stranách plastiky sv. Josefa a Mikuláše, v nástavci obraz sv. Jana Nepomuckého, flankovaný plastikami sv. Kateřiny a Barbory;

- Oltář boční sv. Josefa, raně barokní, z počátku 18. století, po stranách plastiky sv. Pavla a Martina, v nástavci obraz sv. Jozefa, flankovaný plastikami sv. Juraje a Martina

- Oltář boční božského srdce Ježíšova;

- Kalich s paténou, rokokový, z poloviny 18. století, pozlacené stříbro;

- Monstrance s gotickými figurkami z 18. století, sestavená kolem roku 1830.

- Pozdně gotická socha Madony a 3 malované tabule s postavami sv. Kateřiny, Barbory a Agnes z oltáře, z počátku 16. století, v současnosti jsou vystaveny v Šarišském muzeu v Bardejově.

## Obyvatelstvo

### Dlouhodobý vývoj počtu obyvatel
| Rok  | Počet obyvatel | Muži | Ženy |
| ---- | -------------- | ---- | ---- |
| 1900 | 1332           | -    | -    |
| 1970 | 1733           | 888  | 885  |
| 1980 | 1820           | 917  | 903  |
| 1991 | 1766           | 896  | 870  |
| 1995 | 1839           | 914  | 925  |
| 2000 | 1829           | 915  | 914  |
| 2005 | 1851           | 935  | 916  |
| 2010 | 1892           | 948  | 944  |

### Věková struktura obyvatelstva
| Rok             | 1970 | 1980 | 1990 | 1995 | 2000 | 2005 |
| Předproduktivní | 651  | 543  | 494  | 454  | 550  | 364  |
| Produktivní     | 915  | 1046 | 1000 | 1087 | 1044 | 1182 |
| Poproduktivním  | 207  | 231  | 272  | 298  | 235  | 305  |

### Pohyb obyvatelstva
| Rok          | 1970 | 1980 | 1990 | 1995 | 2000 | 2005 |
| Narození     | 39   | 42   | 27   | 26   | 17   | 23   |
| Zemřelí      | 10   | 17   | 11   | 14   | 21   | 20   |
| Přistěhování | 38   | 23   | 30   | 35   | 21   | 7    |
| Vystěhován   | 45   | 47   | 44   | 16   | 22   | 20   |
| Přírůstek    | 22   | 1    | 2    | 31   | -    | -    |
| Úbytek       | -    | -    | -    | -    | -5   | -10  |

### Vývoj bytového a domovního fondu
| Rok  | 1970 | 1980 | 1990 | 1995 | 2000 | 2005 |
| Domy | 308  | 354  | 377  | 393  | 446  | 461  |
| Byty | 331  | 389  | 423  | 453  | 497  | 517  |

### Stav obyvatelstva podle národnosti (sčítání z roku 2001)
| Slovenská  | 99,49% |
| Maďarská   | 0%     |
| Romská     | 0%     |
| Rusínská   | 0,11%  |
| Ukrajinská | 0,11%  |
| Česká      | 0,22%  |
| Polská     | 0,07%  |

### Bydlící obyvatelstvo podle náboženského vyznání
| Římskokatolíci | 94,60% |
| Evangelíci     | 0,05%  |
| Řeckokatolíci  | 4,75%  |
| Pravoslaví     | 0,05%  |
| Bez vyznání    | 0,55%  |

## Významné osobnosti
- Dr. Vincent Tomek

## Symboly obce Plaveč
Předpokládaný vznik prvního pečetidla obce můžeme datovat již do počátku 14. století. Po dosažení výsad zeměpanského městečka v 15. stol. Plaveč obecní pečetidlo už určitě měl, i když se nedochovalo. Na pečetidlo ze dne 16. stol. je symbol sv. Margity, která je zobrazena s mečem v pravé ruce a s drakem pod nohama. Tentýž symbol se nachází i na pečetidle z roku 1868.

### Znak obce
Znak obce Plaveč má takovou podobu: v červeném štítě stojí na zlatém drakovi stříbrná sv. Margita se zlatou korunou, která v pravici drží stříbrný meč a v levici stříbrnou řetěz s uvázaným drakem.

### Zástava obce
Vlajka obce Plaveč tvoří pět podélných pruhů: červený, žlutý, bílý, žlutý a červený.

### Pečeť obce
Pečeť obce Plaveč je kulatá, uprostřed se symbolem obce Plaveč a nápisem do kruhu OBEC Plavec.

## Doprava
Je zde železniční křižovatka tratí:
- Železniční trať Poprad-Tatry – Studený Potok – Plaveč / Tatranská Lomnica
- Železniční trať Kysak–Muszyna